# Zykaïte
La zykaïte est une espèce minérale du groupe des arséniates, de formule  Fe3+4(AsO4)3(SO4)(OH),15H2O.

## Inventeur et étymologie
La zykaïte a été décrite par Cech et al. en 1978 et son nom de zykaïte est un hommage au Dr Václav Zýka (1926-1991), géologue tchèque de Kutná Hora.

## Topotype
- Mine Safary, Kank, Kutná Hora, Bohême-Centrale, Tchéquie.

## Cristallographie
- Paramètres de la maille conventionnelle : a = 20,853 Å, b = 7,033 Å, c = 36,991 Å, Z = 8, V = 5 425,07 Å3
- Densité calculée = 2,504

## Cristallochimie
- La zykaïte fait partie du groupe de la Sanjuanite-Destinezite.

## Gîtologie
La zykaïte est un produit de l'altération de la pyrite et de l'arsénopyrite des anciens terrils.

## Minéraux associés
- Kaňkite, scorodite, pitticite, limonite, arsénopyrite, gypse, quartz.

## Habitus
La zykaïte se trouve sous forme de masses nodulaires de 3 centimètres ou sous forme d'agrégats de minuscules cristaux aciculaires ne dépassant pas 0,02 millimètres ou encore sous forme de masses de cristaux radiés.

## Gisements remarquables
- Allemagne

Mine Reiche Zeche, Himmelfahrt, Freiberg, District de Freiberg , monts d'Erzgebirge, Saxe.
Mine Christbescherung, Großvoigtsberg, District de Freiberg , monts d'Erzgebirge, Saxe.
- République Tchèque

Mine Safary (TL), Kank, Kutná Hora, Kraj Stredocesky, Bohême.
Jáchymov (St Joachimsthal), monts Krušné Hory (Erzgebirge), région de Karlovy Vary, Bohême.
- Pologne

Mine Wilhelm, Stara Góra, Radzimowice, monts Kaczawskie, Voïvodie de Basse-Silésie (Dolnośląskie)